# Effet de harem
L’effet de harem est un phénomène sociologique observé en science (astronomie et botanique), qui consiste à ce qu'un homme scientifique, en position de pouvoir, s'entoure majoritairement dans son groupe de recherche de femmes occupant des positions subordonnées.

## Histoire

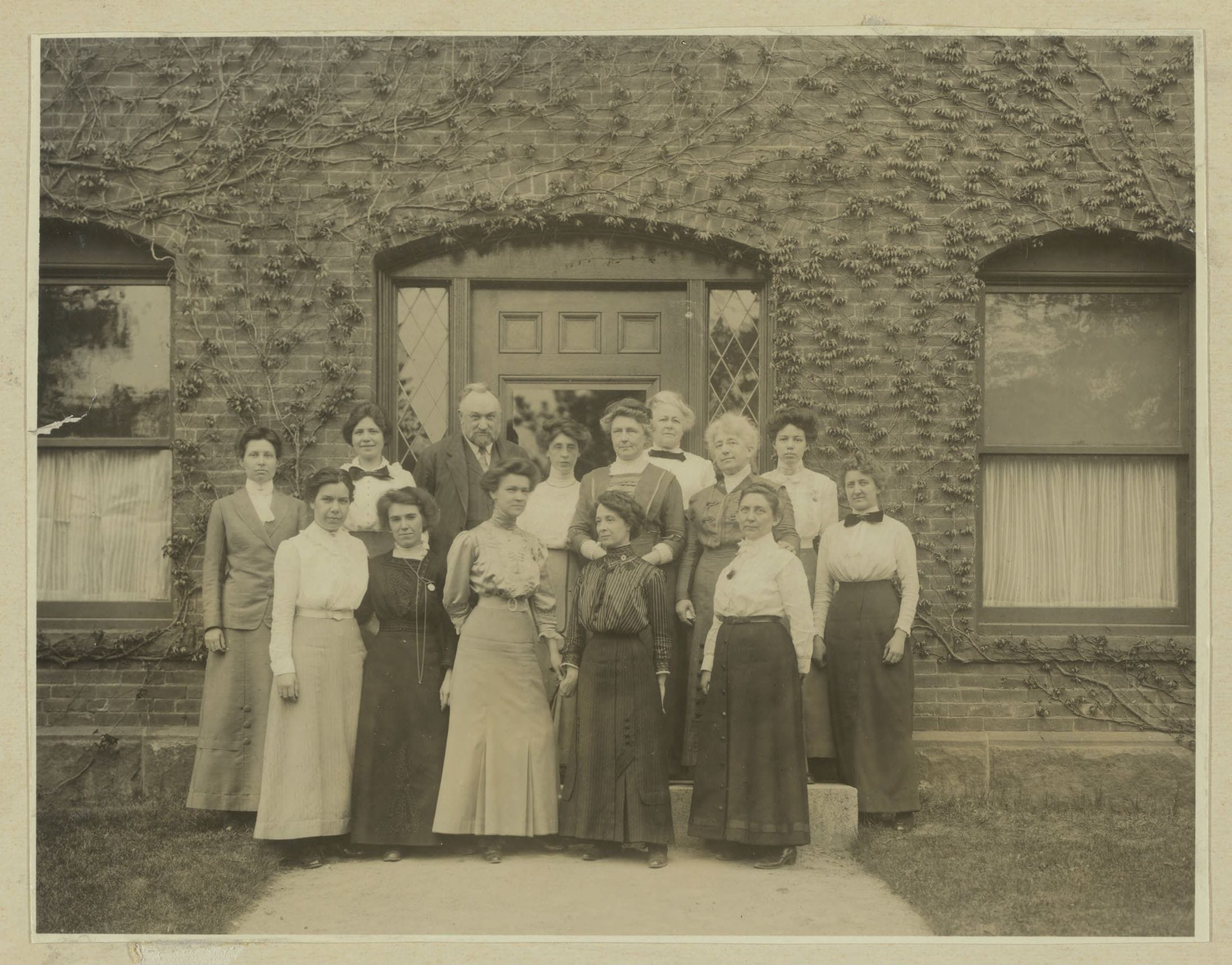
Portraits des Harvard Computers, groupe de femmes scientifiques dirigées par Edward Charles Pickering (1913).

Le terme de « harem de Pickering » a été employé dès 1913 pour désigner l'équipe de douze calculatrices du laboratoire d'Edward Charles Pickering, astrophysicien et directeur de l'observatoire de l'université Harvard. Celui-ci préférait engager des femmes pour rassembler et analyser des données. Son laboratoire va employer ainsi plus de 80 calculatrices. Le salaire inférieur des femmes permettait de recruter davantage de personnes au sein d'une équipe avec le même budget. Les Harvard Computers étaient payées 25 à 50 cents de l'heure, soit autant qu'une ouvrière, en dépit de leurs qualifications scientifiques. De plus, le risque de conflit au sein de l'équipe était jugé plus faible, les femmes étant considérées moins susceptibles d'entrer en compétition entre elles, par rapport à un groupe d'hommes occupant le même poste,.
Une deuxième observation permet de parler d'« effet de harem ». Erwin Frank Smith, phytopathologiste américain, a engagé plus de vingt assistantes de recherche pour étudier les problèmes agricoles à la fin du XIXe et au début du XXe siècle. 
Le biologiste britannique William Bateson à l'Université de Cambridge est assisté uniquement de femmes, notamment Edith Rebecca Saunders botaniste, Muriel Wheldale Onslow biochimiste et Florence Margaret Durham, généticienne, ainsi que de son épouse, Béatrice Bateson. Ce laboratoire a contribué à la découverte de la génétique moderne.